# Xe tăng hạng nhẹ Mk VII Tetrarch
Xe tăng hạng nhẹ Mk VII (A17), cũng được biết đến là Tetrarch, là 1 xe tăng hạng nhẹ của Anh sản xuất bởi Vickers-Armstrongs những năm cuối của thập niên 30 và được triển khai trong thế chiến thứ 2. Tetrarch được thiết kế ban đầu là dòng sản phẩm mới nhất trong dòng xe tăng nhẹ do công ty xây dựng cho quân đội Anh. Nó được cải thiện hơn so với tiền bối của nó, Xe tăng hạng nhẹ Mk VIB, bằng cách đưa thêm khẩu pháo 2 nòng. Văn phòng chiến tranh đặt 70 chiếc, nhưng sau đó tăng lên 220 chiếc. Sản xuất có bị trì trệ do một vài yếu tố và chỉ có từ 100 đến 177 chiếc được sản xuất.

## Biến thể
- Tetrarch Mk I -  Phiên bản sản xuất cơ bản;
- Tetrarch Mk I CS - Nguyên mẫu trang bị lựu pháo 75mm;
- Tetrarch DD - Nguyên mẫu được chuyển đổi thành xe tăng lội nước sử dụng hệ thống dẫn động Duplex Drive (DD).

## Nhà khai thác
- Vương quốc Anh - 80
- Liên Xô - 20

## Hiện vật

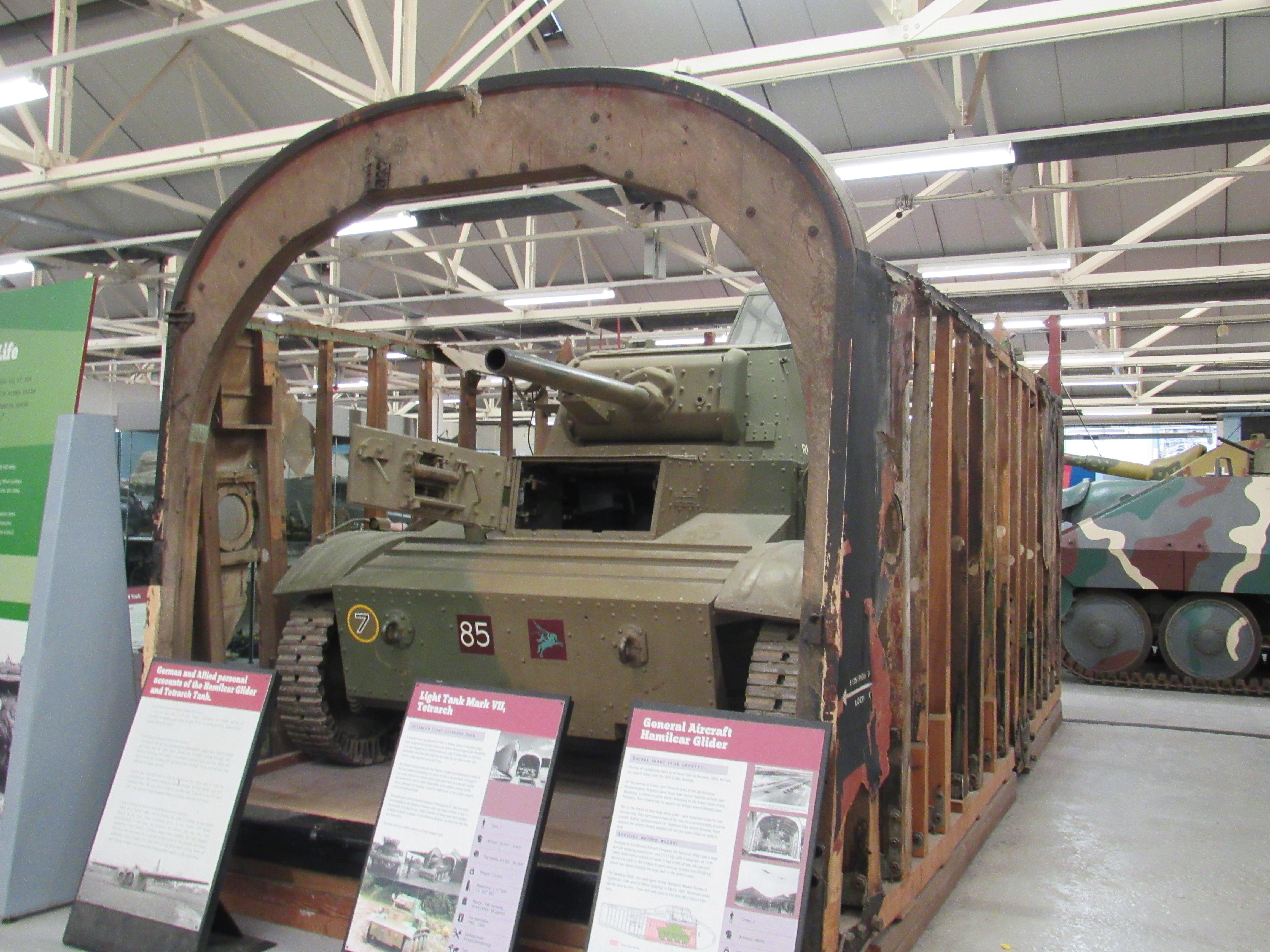
Bovington Tetrarch được trưng bày trong phần thân của tàu lượn Hamilcar

Tetrarch sống sót được trưng bày tại Bảo tàng xe tăng ở Bovington và Kubinka.